# Ħaġar Qim
Ħaġar Qim egy újkőkorszaki megalitikus templomegyüttes romja Máltán, Qrendi község határában a nagy sziget déli partján. A közelében áll Mnajdra templomegyüttese is. Az évezredekig eltemetett templomot 1647-ben találták meg újra. Ma több más templommal együtt az UNESCO Világörökség része Málta megalitikus templomai néven. Nevének jelentése álló kövek, ugyanis feltárása előtt a tetején álló halomból csak a legnagyobb kövek csúcsai álltak ki.

## Története

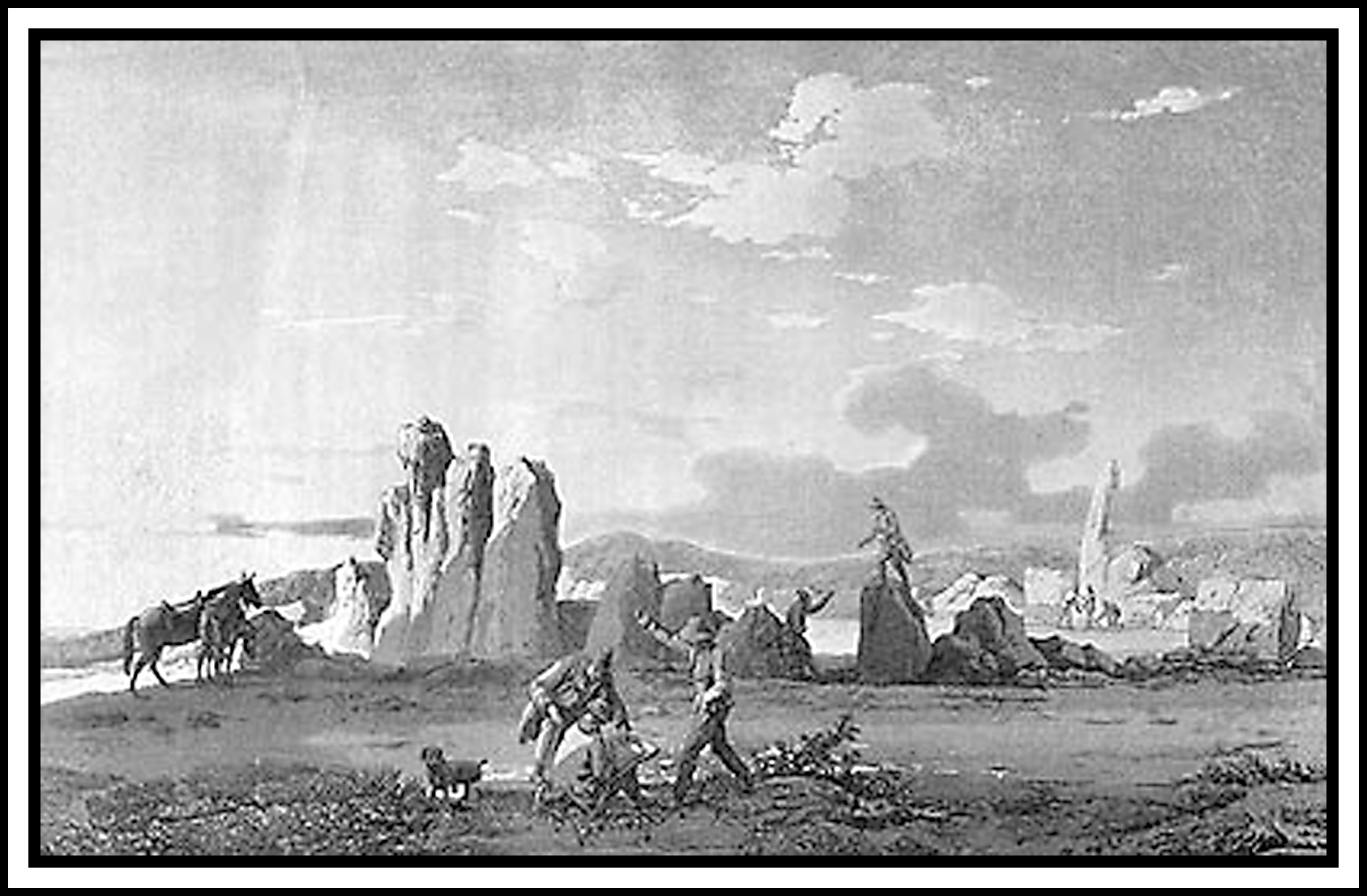
Ħaġar Qim Jean-Pierre Houël 1776-os festményén

Málta első lakóinak kulturális fellendülése Kr. e. 4000 körül kezdődött, és 3600 körül a Ġgantija építésével megkezdődött templomépítésekben csúcsosodott ki. Ennek első fázisát Ġgantija-szakasznak is nevezik (Kr. e. 3600 - 3300/3000), ekkor épültek a Ħaġar Qim legkorábbi részei. A templomok előfutárai lehettek azok az alaprajzukban hasonló föld alatti építmények, amelyeket a gozói Żebbuġ és Xemxija mellett tártak fel, és amelyeknek legismertebb példája Malta szigetén a Ħal Saflieni-i hipogeum. Ebből a fázisból mintegy tizenkét templom maradványai ismertek, de ennél több is épülhetett. A templomok mészkőből épültek, belülről különböző módon díszítették és oltárokkal látták el őket. Eredetileg fedettek voltak, ám a tetőszerkezet anyagáról és formájáról nagyon eltérő elképzelések vannak.
A nagy templom a Tarxien-szakaszban, Kr. e. 3000 körül épülhetett.

### Újkori története

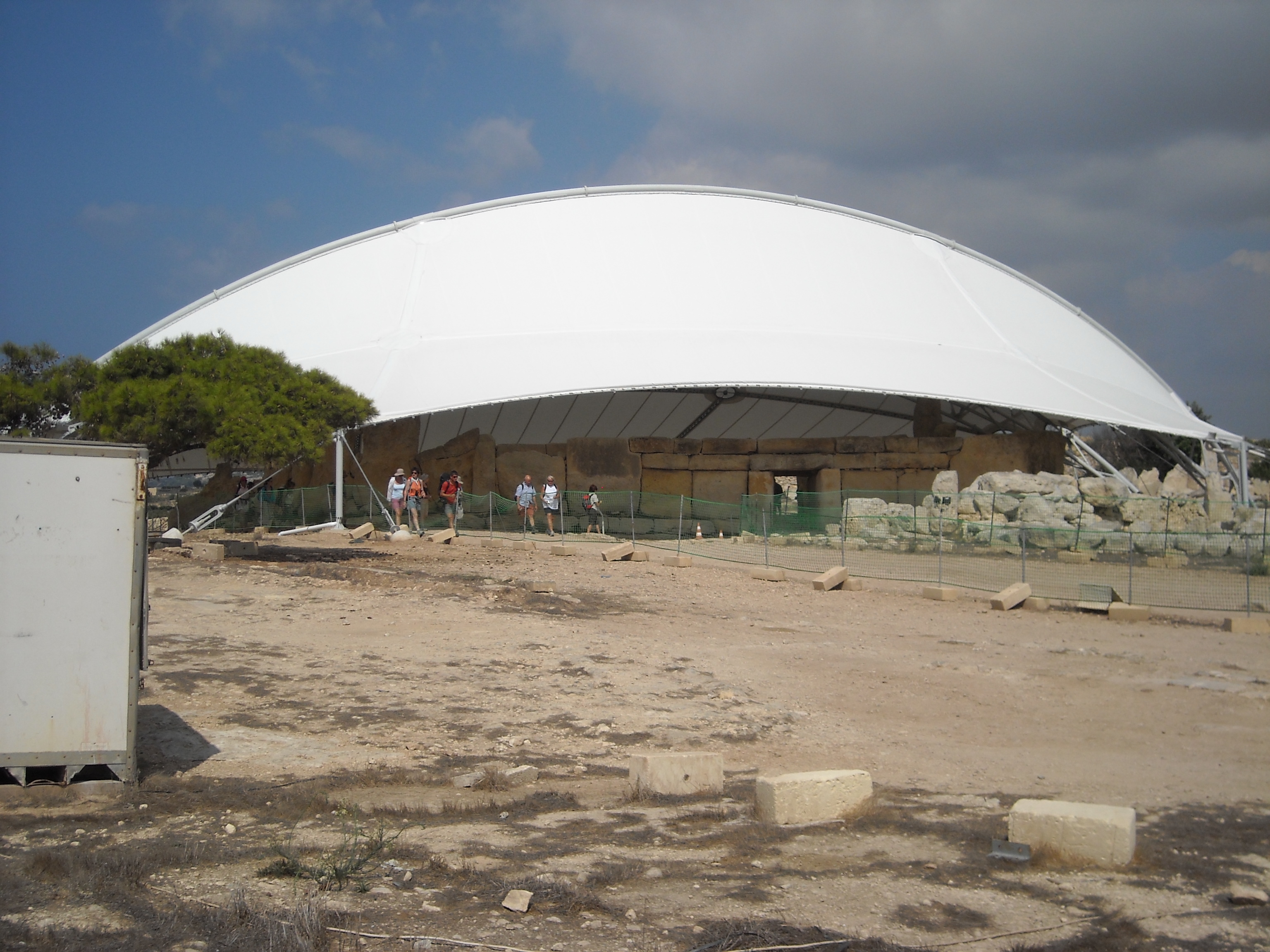
Az újonnan épített sátortető

1647-ben G. F. Abela leírásában már szerepel a templomrom. 1839-ben H. Bouverie kormányzó utasítására megtisztították a földtől és a törmeléktől, a kitermelt anyag a benne rejlő emlékekkel együtt nyomtalanul eltűnt. 1885-ben aztán A. A. Caruana, 1909-ben Sir Temistochles Zammit és T. E. Peet folytatták az ásatásokat. 1947-ben a múzeumok akkori igazgatója, J. G. Baldacchino egy felújítási és újjáépítési programot indított el, amely során számos megalitot betonnal kipótoltak, a homlokzatot az akkori elképzelések szerint visszaépítették. Ezután 50 évre leálltak a látványos fejlesztések, csak 2010-re sikerült újabb állagmegóvási munkákat elvégezni: az egész épületet elbontható sátortetővel fedték le, hogy a direkt napsütéstől és az esőtől, valamint a nagy hőmérsékletingadozástól megóvják. Mellette új múzeumépület is épült, ahol a templomokról és az itt talált tárgyakról látható állandó kiállítás.

## Az épület

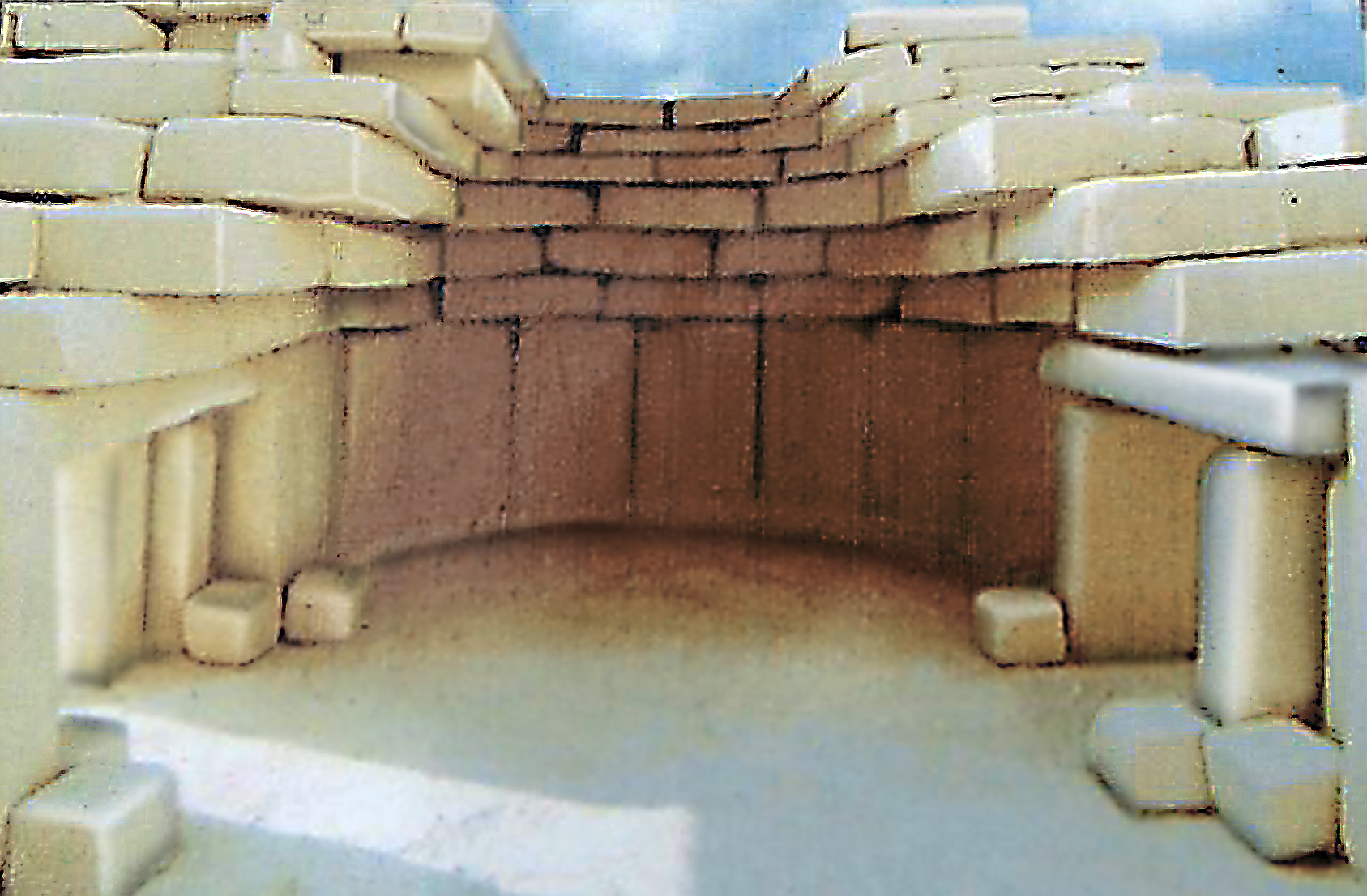
Az épület valószínű tetőszerkezete

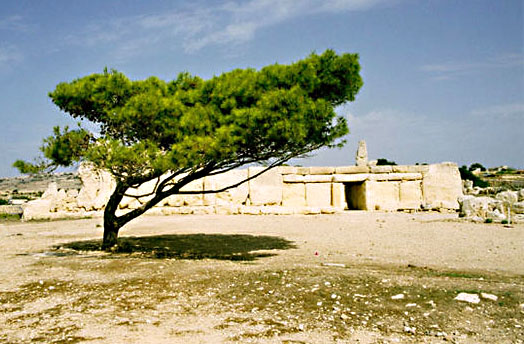
A nagy templom rekonstruált homlokzata

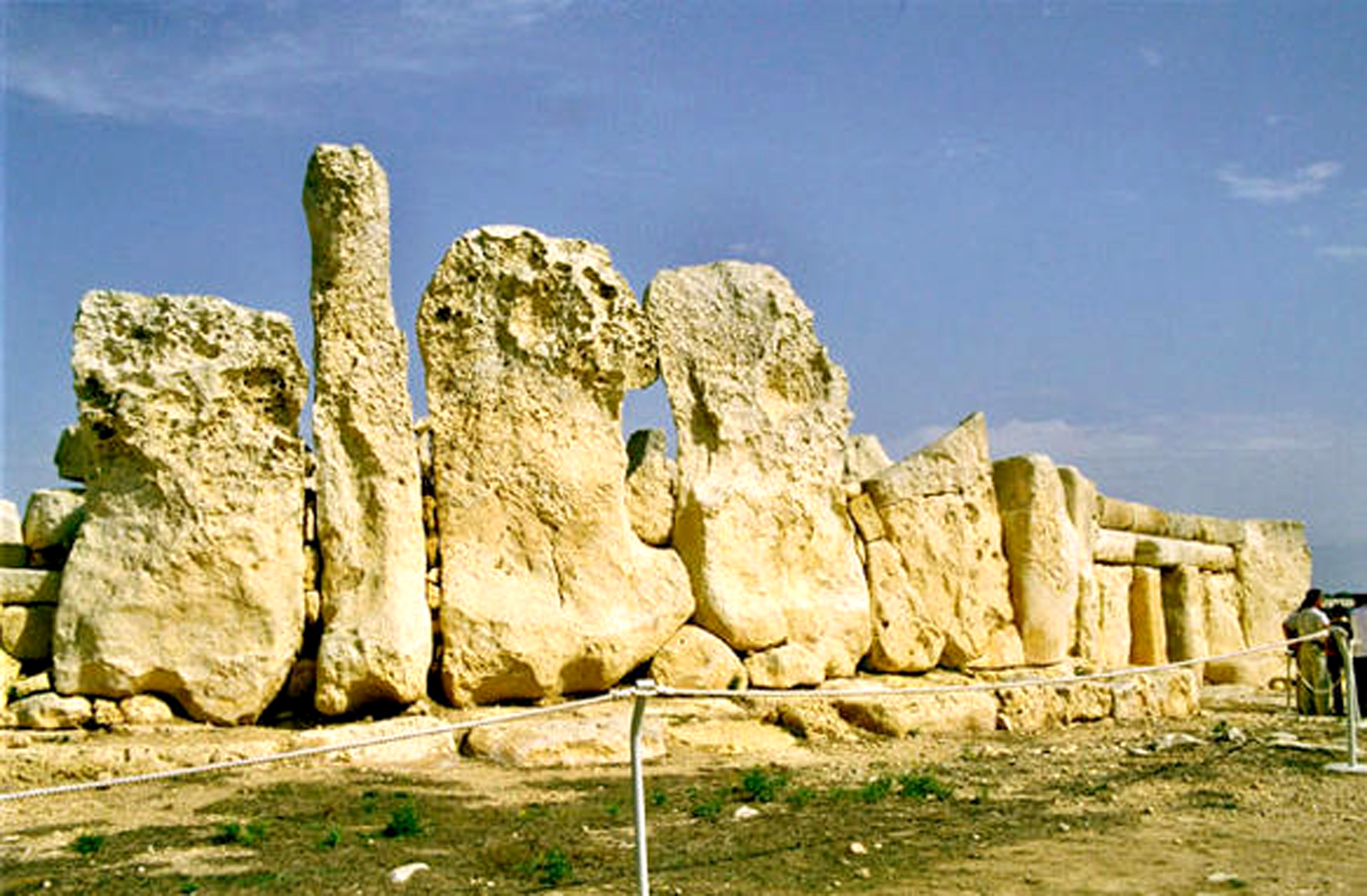
A külső fal erősen elpusztult kövei

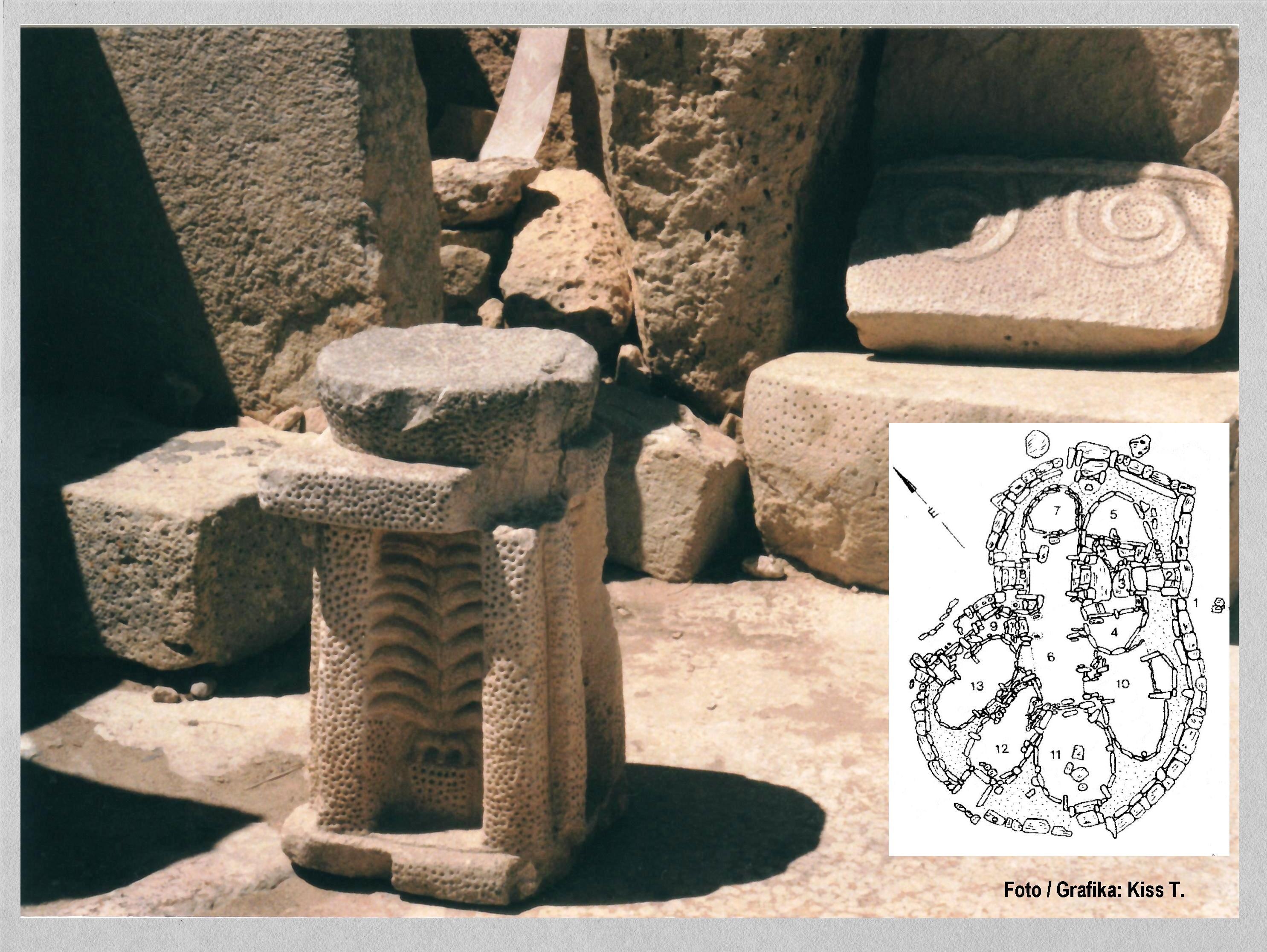
Ħaġar Qim temploma

A templomegyüttes anyaga főként puha globigerinás mészkő, ezért látványos pusztulásnyomai jól összevethetők a néhány száz méterre álló Mnajdra korallmészkő falaival, amelyek sokkal jobb állapotban maradtak. A templomban található a máltai templomok talán legnagyobb kőtömbje, az északi fal nagy részét alkotó kőlap 7 méter hosszú, és 70 tonna súlyú. A fő templom hagyományos alaprajza egyértelműen kivehető, ám nem lehet eldönteni, hogy 4 vagy 5 ívű volt-e, mivel a záró ív helyén újabb ajtó nyílik.
Az épületet fal keríti, amelynek maradványai és szegélye ma is láthatók. A templomba délkelet felől, a 20. század közepén visszaépített ajtón keresztül léphetünk be. Az első apszispárt kövek zárják el a bejárattól, hatalmas köveiken 120x90 centiméteres lyukak vannak, ezeken át lehet bejutni. A bal oldali apszisban ma megtekinthető egy oltár másolata. A délkeleti apszisban egy triliton-oltár található. A folyosón álló oltárokon is megfigyelhetők tűz okozta elszíneződések. A jobb hátsó apszis a falba vésett lyukon át kapcsolatban van egy kívülről megközelíthető apró helyiséggel, ez talán a jós rejtekhelye volt. A falak alsó kősorán összetartó kősorok nyugszanak, ezek a tető kezdetét alkothatták. A bal oldali hátsó apszis helyén is átjárót nyitottak, amely a külvilág felé is nyitott helyiségekben folytatódik. Előterét a templomokra jellemző íves fal határolja. A bal oldali első helyiségben egyetlen tömbből faragott oltár áll, rajta szintén tűz nyomai láthatók. A bal oldali nyugati apszis végében négy lépcső vezet egy magasabban elhelyezkedő teremhez, ez már valószínűleg rézkori bővítés.
Mellette találhatók a régebbi templom meglehetősen kusza romjai. 30 méterre északra egy másik ötíves templom bal oldali apszispárjának romjai láthatók. A nyugatra fekvő alig kivehető nyomokból nem derül ki, milyen épület maradványai.
Kövei sok helyütt díszítettek, főleg a sziklába fúrt lyukakkal. Innen származik a híres Máltai Vénusz szobrocska, amelyet a vallettai Régészeti Múzeum őriz.

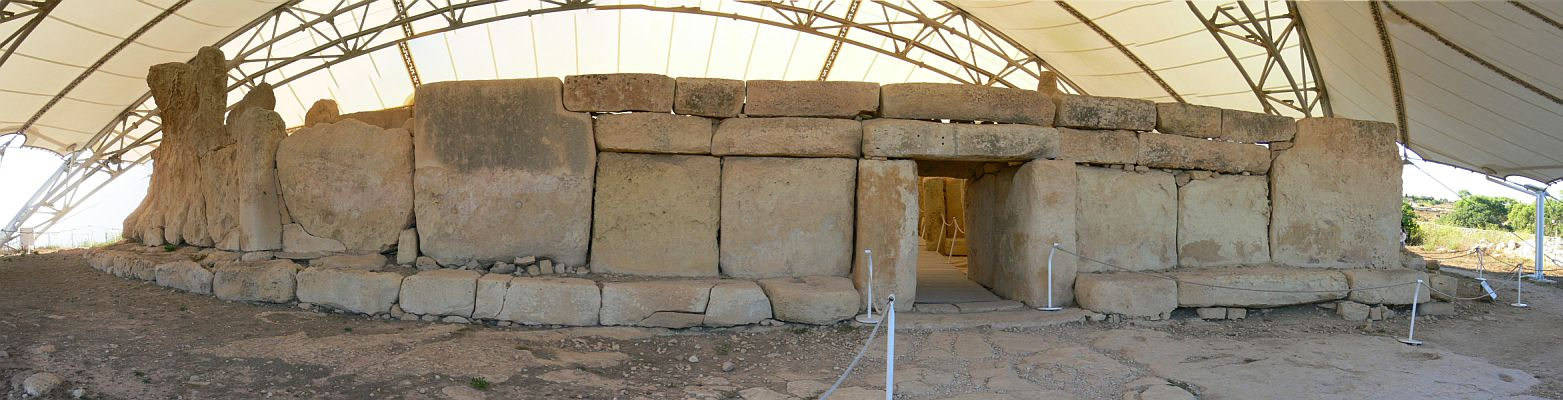
Ħaġar Qim bejáratának panorámája

## Megközelítés és látogatás
Autóval Valletta felől Żurrieq-n, észak és nyugat felől Siġġiewi-n keresztül közelíthető meg. A parti útnál tábla jelzi a romok helyét, de a sátortető is messziről látszik. Autóbusz-összeköttetése van Valletta felől (74), valamint a repülőtér és Rabat felől (201).
A két templom közösen látogatható, jegyek a látogatóközpontban kaphatók. Nyitvatartási ideje nyáron 9:00-18:00, jegyek 17:30-ig, télen 9:00-17:00, jegyek 16:30-ig kaphatók (2019).

## További irodalom
- Azzopardi, Aldo E.. Malta und seine Inseln (német nyelven). Plurigraph (1995). ISBN 88-7280-056-0
- Bahn, Paul G.. A régészet világatlasza. Budapest: Kossuth Kiadó (2002). ISBN 963-09-4372-7
- Balfour, M.. Titokzatos megalitok. Hajja és Fiai. ISBN 9638540427
- Mohen, J. P.. Standing stones, New Horisons (angol nyelven). Thames & Houdson (1999). ISBN 0-500-30090-9